# Joana de Verona
Joana de Verona Correia Vilela Machado Borges (São Luís, 8 dicembre 1989) è un'attrice brasiliana naturalizzata portoghese.

## Biografia
Joana è nata in Brasile da genitori portoghesi che lì lavoravano. Ha fatto ritorno in Portogallo all'età di un anno.
Ha esordito come attrice all'età di undici anni, nella miniserie TV Presença de Anita.
Ha studiato alla Scuola superiore di teatro e del cinema del Politecnico di Lisbona.
Ha recitato in molte serie TV e film, tra cui Linhas de Wellington di Valeria Sarmiento, Le divan de Staline di Fanny Ardant e Le mille e una notte - Arabian Nights di Miguel Gomes.

## Filmografia parziale
- I misteri di Lisbona (2010) di Raúl Ruiz
- Linhas de Wellington (2012) di Valeria Sarmiento
- Le mille e una notte - Arabian Nights (2015) di Miguel Gomes
- Le divan de Staline (2016) di Fanny Ardant